# San Mateo Peñasco
San Mateo Peñasco es una localidad del estado mexicano de Oaxaca. Es cabecera del municipio de San Mateo Peñasco.

## Demografía
| Censo | Población |
| ----- | --------- |
| 1900  | 1033      |
| 1910  | 986       |
| 1921  | 749       |
| 1930  | 993       |
| 1940  | 1142      |
| 1950  | 1152      |
| 1960  | 856       |
| 1970  | 858       |
| 1980  | 1264      |
| 1990  | 727       |
| 1995  | 920       |
| 2000  | 862       |
| 2005  | 867       |
| 2010  | 805       |
| 2020  | 809       |